# Waffenamt
Waffenamt (WaA) a fost Agenția pentru Arme a Armatei Germane. A fost fondată la 8 noiembrie 1919 ca Reichwaffenamt (RWA), iar pe 5 mai 1922 numele a fost schimbat în Heereswaffenamt (HWA).
Agenția Waffenamt a fost responsabilă pentru dezvoltarea, testarea și introducerea în fabricație a noi tipuri de arme și muniții pentru forțele terestre în perioada 1922-1945.

## Șefii Waffenamtului
| Nr. |                                                                                                   | Nume | Preluarea mandatului | Părăsirea mandatului | În funcție      |
| --- | ------------------------------------------------------------------------------------------------- | --- | -------------------- | -------------------- | --------------- |
| 1   | de⁠(Ludwig Wurtzbacher)[Wurtzbacher&page=de&targettitle=de traduceți]                              | Generalleutnant de⁠(Ludwig Wurtzbacher)[Wurtzbacher&page=de&targettitle=de traduceți] (1870–1926)                              | 1 iunie 1920         | 1 martie 1925        | 4 ani, 273 zile |
| 2   | de⁠(Erich von Botzheim)[von Botzheim&page=de&targettitle=de traduceți]                             | Generalmajor de⁠(Erich von Botzheim)[von Botzheim&page=de&targettitle=de traduceți] (1871–1961)                                | 1 martie 1925        | 28 februarie 1926    | 364 zile        |
| 3   | de⁠(Max Ludwig (general))[Ludwig (general)&page=Max+Ludwig+%28General%29&targettitle=de traduceți] | Generalleutnant de⁠(Max Ludwig (general))[Ludwig (general)&page=Max+Ludwig+%28General%29&targettitle=de traduceți] (1871–1961) | 1 martie 1926        | 30 mai 1929          | 3 ani, 90 zile  |
| 4   | de⁠(Alfred von Vollard-Bockelberg)[von Vollard-Bockelberg&page=de&targettitle=de traduceți]        | Generalleutnant de⁠(Alfred von Vollard-Bockelberg)[von Vollard-Bockelberg&page=de&targettitle=de traduceți] (1874–1945)        | 1 iunie 1929         | 30 noiembrie 1933    | 4 ani, 182 zile |
| 5   | de⁠(Kurt Liese)[Liese&page=de&targettitle=de traduceți]                                            | Generalleutnant de⁠(Kurt Liese)[Liese&page=de&targettitle=de traduceți] (1882–1945)                                            | 1 decembrie 1933     | 28 februarie 1938    | 4 ani, 89 zile  |
| 6   | Karl Heinrich Emil Becker                                                                         | General der Artillerie Karl Heinrich Emil Becker (1879–1940)                                                                  | 1 martie 1938        | 8 aprilie 1940 †     | 2 ani, 38 zile  |
| 7   | Emil Leeb                                                                                         | General der Artillerie Emil Leeb (1881–1969)                                                                                  | 16 aprilie 1940      | 1 februarie 1945     | 4 ani, 291 zile |
| 8   | Walther Buhle                                                                                     | General der Infanterie Walther Buhle (1894–1959)                                                                              | 1 februarie 1945     | 8 mai 1945           | 96 zile         |

## Vezi și
- Uranprojekt